# Bộ Thủy (水)
Bộ Thủy, bộ thứ 85 có nghĩa là "nước" là 1 trong 34 bộ có 4 nét trong số 214 bộ thủ Khang Hy. Khi viết bên trái bộ này được viết là 氵hay còn gọi là chấm thủy ba, rất giống Bộ Băng (冫) cũng được gọi là chấm thủy đôi có nghĩa là "băng", chỉ khác nhau có một nét.
Trong Từ điển Khang Hy có 1.595 chữ (trong số 40.000) được tìm thấy chứa bộ thủ này.
Trong vũ trụ học Đạo giáo, Thủy (水) là thành phần tự nhiên của quẻ Khảm (坎) ☵ trong sơ đồ Bát quái.

## Tự hình Bộ Thủy (水)

Giáp cốt văn
Kim văn
Đại triện
Tiểu triện

## Chữ thuộc Bộ Thủy (水)
| Số nét bổ sung | Chữ |
| -------------- | --- |
| 0              | 水 氵 |
| 1              | 氶 氷 永 氹 氺 |
| 2              | 氻 氼 氽 氾 氿 汀 汁 求 汃 汄 汅 汆 汇 汈 汉 |
| 3              | 汊 汋 汌 汍 汎 汏 汐 汑 汒 汓 汔 汕 汖 汗 汘 汙 汚 汛 汜 汝 汞 江 池 污 汢 汣 汤 |
| 4              | 汥 汦 汧 汨 汩 汪 汫 汬 汭 汮 汯 汰 汱 汲 汳 汴 汵 汶 汷 汸 汹 決 汻 汼 汽 汾 汿 沀 沁 沂 沃 沄 沅 沆 沇 沈 沉 沊 沋 沌 沍 沎 沏 沐 沑 沒 沓 沔 沕 沖 沗 沘 沙 沚 沛 沜 沝 沞 沟 沠 没 沢 沣 沤 沥 沦 沧 沨 沩 沪 |
| 5              | 沫 沬 沭 沮 沯 沰 沱 沲 河 沴 沵 沶 沷 沸 油 沺 治 沼 沽 沾 沿 泀 況 泂 泃 泄 泅 泆 泇 泈 泉 泊 泋 泌 泍 泎 泏 泐 泑 泒 泓 泔 法 泖 泗 泘 泙 泚 泛 泜 泝 泞 泟 泠 泡 波 泣 泤 泥 泦 泧 注 泩 泪 泫 泬 泭 泮 泯 泰 泱 泲 泳 泴 泵 泶 泷 泸 泹 泺 泻 泼 泽 泾                                                                                                 |
| 6              | 泿 洀 洁 洂 洃 洄 洅 洆 洇 洈 洉 洊 洋 洌 洍 洎 洏 洐 洑 洒 洓 洔 洕 洖 洗 洘 洙 洚 洛 洜 洝 洞 洟 洠 洡 洢 洣 洤 津 洦 洧 洨 洩 洪 洫 洬 洭 洮 洯 洰 洱 洲 洳 洴 洵 洶 洷 洸 洹 洺 活 洼 洽 派 洿 浀 流 浂 浃 浄 浅 浆 浇 浈 浉 浊 测 浌 浍 济 浏 浐 浑 浒 浓 浔 浕                                                                                        |
| 7              | 浖 浗 浘 浙 浚 浛 浜 浝 浞 浟 浠 浡 浢 浣 浤 浥 浦 浧 浨 浩 浪 浫 浬 浭 浮 浯 浰 浱 浲 浳 浴 浵 浶 海 浸 浹 浺 浻 浼 浽 浾 浿 涀 涁 涂 涃 涄 涅 涆 涇 消 涉 涊 涋 涌 涍 涎 涏 涐 涑 涒 涓 涔 涕 涖 涗 涘 涙 涚 涛 涜 涝 涞 涟 涠 涡 涢 涣 涤 涥 润 涧 涨 涩 渉                                                                                              |
| 8              | 涪 涫 涬 涭 涮 涯 涰 涱 液 涳 涴 涵 涶 涷 涸 涹 涺 涻 涼 涽 涾 涿 淀 淁 淂 淃 淄 淅 淆 淇 淈 淉 淊 淋 淌 淍 淎 淏 淐 淑 淒 淓 淔 淕 淖 淗 淘 淙 淚 淛 淜 淝 淞 淟 淠 淡 淢 淣 淤 淥 淦 淧 淨 淩 淪 淫 淬 淭 淮 淯 淰 深 淲 淳 淴 淶 混 淸 淹 淺 添 淼 淽 淾 淿 渀 渁 渂 渃 渄 清 渆 渇 済 渊 渋 渌 渍 渎 渏 渐 渑 渒 渓 渔 渕 渖 渗 渚                      |
| 9              | 渘 渙 減 渜 渝 渞 渟 渠 渡 渢 渣 渤 渥 渦 渧 渨 温 渪 渫 測 渭 渮 港 渰 渱 渲 渳 渴 渵 渶 渷 游 渹 渺 渻 渼 渽 渾 渿 湀 湁 湂 湃 湄 湅 湆 湇 湈 湉 湊 湋 湌 湍 湎 湏 湐 湑 湒 湓 湔 湕 湖 湗 湘 湙 湚 湛 湜 湝 湞 湟 湠 湡 湢 湣 湤 湥 湦 湧 湨 湩 湪 湫 湬 湭 湮 湯 湰 湱 湲 湳 湴 湵 湶 湷 湸 湹 湺 湻 湼 湽 湾 湿 満 溁 溂 溃 溄 溅 溆 溇 溈 溉 溊 溋 溌 |
| 10             | 淵 溍 溎 溏 源 溑 溒 溓 溔 溕 準 溗 溘 溙 溚 溛 溜 溝 溞 溟 溠 溡 溢 溣 溤 溥 溦 溧 溨 溩 溪 溫 溬 溭 溮 溯 溰 溱 溲 溳 溴 溵 溶 溷 溸 溹 溺 溻 溼 溽 溾 溿 滀 滁 滂 滃 滄 滅 滆 滇 滈 滉 滊 滋 滍 滎 滏 滐 滑 滒 滓 滔 滕 滖 滗 滘 滙 滚 滛 滜 滝 滞 滟 滠 满 滢 滣 滤 滥 滦 滧 滨 滩 滪 漣                                                                |
| 11             | 滌 滫 滬 滭 滮 滯 滰 滱 滲 滳 滴 滵 滶 滷 滸 滹 滺 滻 滼 滽 滾 滿 漀 漁 漂 漃 漄 漅 漆 漇 漈 漉 漊 漋 漌 漍 漎 漏 漐 漑 漒 漓 演 漕 漖 漗 漘 漙 漚 漛 漜 漝 漞 漟 漠 漡 漢 漤 漥 漦 漧 漨 漩 漪 漫 漬 漭 漮 漯 漰 漱 漲 漳 漴 漵 漶 漷 漸 漹 漺 漻 漼 漽 漾 漿 潀 潁 潂 潃 潄 潅 潆 潇 潈 潉 潊 潋 潌 潍                                                    |
| 12             | 潎 潏 潐 潑 潒 潓 潔 潕 潖 潗 潘 潙 潚 潛 潜 潝 潞 潟 潠 潡 潢 潣 潤 潥 潦 潧 潨 潩 潪 潫 潬 潭 潮 潯 潰 潱 潲 潳 潴 潵 潶 潷 潸 潹 潺 潻 潼 潽 潾 潿 澀 澁 澂 澃 澄 澅 澆 澇 澈 澉 澊 澋 澌 澍 澎 澏 澐 澑 澒 澓 澔 澕 澖 澗 澘 澚 澛 澜 澝 濐 㵘 |
| 13             | 澙 澞 澟 澠 澡 澢 澣 澤 澥 澦 澧 澨 澩 澪 澫 澬 澭 澮 澯 澰 澱 澲 澳 澴 澵 澶 澷 澸 澹 澺 澻 澼 澽 澾 澿 激 濁 濂 濃 濄 濅 濆 濇 濈 濉 濊 濋 濌 濍 濎 濏 濑 濒 濓 |
| 14             | 濔 濕 濖 濗 濘 濙 濚 濛 濜 濝 濞 濟 濠 濡 濢 濣 濤 濥 濦 濧 濨 濩 濪 濫 濬 濭 濮 濯 濰 濱 濲 濴 濵 濶 濷 濸 瀞 |
| 15             | 濹 濺 濻 濼 濽 濾 濿 瀀 瀁 瀂 瀃 瀄 瀅 瀆 瀇 瀈 瀉 瀊 瀋 瀌 瀍 瀎 瀏 瀐 瀑 瀒 瀓 瀔 瀦 |
| 16             | 濳 瀕 瀖 瀗 瀘 瀙 瀚 瀛 瀜 瀝 瀟 瀠 瀡 瀢 瀣 瀤 瀥 瀧 瀨 瀩 瀪 瀫 瀬 瀭 瀮 |
| 17             | 瀯 瀰 瀱 瀲 瀳 瀴 瀵 瀶 瀷 瀸 瀹 瀺 瀻 瀼 瀽 瀾 瀿 灀 灁 |
| 18             | 灂 灃 灄 灅 灆 灇 灈 灉 灊 灋 灌 灍 |
| 19             | 灎 灏 灐 灑 灒 灓 灔 灕 灖 灗 灘 |
| 20             | 灙 灚 灛 灜 |
| 21             | 灝 灞 灟 灠 灡 |
| 22             | 灢 灣 |
| 23             | 灤 灥 灦 灩 |
| 24             | 灧 灨 |
| 26             | 灪 |